# Abel Smith (1717-1788)
Pour les articles homonymes, voir Abel Smith.
Abel Smith (baptisé le 14 mars 1717 - 12 juillet 1788) de Wilford House dans la paroisse de Wilford, près de Nottingham, en Angleterre, est l'un des principaux banquiers de son temps  et est trois fois député.
Certaines sources secondaires le désignent sous le nom d'Abel Smith II afin de le distinguer des autres membres de sa famille portant le même nom.

## Origines
Il est baptisé le 14 mars 1717 à Nottingham, troisième fils et successeur d'Abel Smith (mort en 1756), banquier de Nottingham, deuxième fils et héritier de Thomas Smith (1631-1699), mercier à Nottingham qui fonde en 1658 la Banque Smith. Sa mère est Jane Beaumont (1689-1743), une fille de George Beaumont de Chapelthorpe dans le Yorkshire ,.

## Carrière
Il est apprenti à l'âge de quinze ans chez William Wilberforce, un marchand aventurier de Hull (grand-père de William Wilberforce l'abolitionniste de l'esclavage) et devient associé de la firme Wilberforce and Smith, devenant finalement associé-gérant, tout en conservant une participation à la banque de son père à Nottingham. À la mort de son père en 1699, il lui succède en tant qu'associé à la Smith's Bank, avec son frère aîné Sir George Smith, 1er baronnet (1713-1769) "de East Stoke dans le comté de Nottingham" (créé baronnet en 1757). En 1758, il fonde une banque à Londres, Smith & Payne, et deux autres banques provinciales, à Lincoln en 1775 et à Hull en 1784, toutes deux constituées séparément.
En 1774, il est élu député d'Aldborough dans le Suffolk, un arrondissement de poche contrôlé par Henry Pelham-Clinton (2e duc de Newcastle) (1720-1794), un proche associé . Il représente ensuite successivement St Ives en Cornouailles (un siège contrôlé par Humphrey Mackworth Praed) et St Germans en Cornouailles, contrôlé par la famille Edward Eliot, sur les conseils de Pitt . Plus tard, une partie de la fortune familiale est consacrée à l'achat aux Smith de quelques arrondissements de poche, et au début du XIXe siècle, son fils, Robert Smith (1er baron Carrington), peut nommer des députés à Midhurst et à Wendover.
Il semble être devenu député autant avec des avantages commerciaux en tête qu'avec de hautes ambitions politiques. Brooke le cite comme écrivant, peu de temps avant sa première élection en 1774, « Je vois de nombreux avantages solides revenant à ma famille d'un siège au Parlement, dont le meilleur, l'article d'affranchissement [le droit à la gratuité postale, précieux dans ces jours de tarifs postaux élevés], économisera une dépense très considérable dans une entreprise aussi vaste que celle dans laquelle je suis engagé. » Bien qu'il ait soutenu le gouvernement, ses deux premiers discours à la Chambre des communes sont tous deux des attaques contre le gouvernement pour la manière dont il a alloué les souscriptions aux prêts gouvernementaux, faisant référence dans chaque cas à des occasions où sa propre entreprise a été exclue.

## Mariage et descendance
En 1745, il épouse Mary Bird (1724-1780), une fille de Thomas Bird (mort en 1746) (fils de William Bird (mort en 1731)) de Coventry et de son épouse Elizabeth Martyn (1699-1758), une fille de Francis Martyn (1637-1713) et Elizabeth Doughty (1665-1748). La sœur cadette de sa femme, Elizabeth Bird, est la mère de l'abolitionniste de l'esclavage William Wilberforce .
De sa femme, il a neuf enfants, dont cinq fils le suivent au Parlement :
- Thomas Smith (1746-1769)
- Abel Smith (1748-1779), député de Nottingham
- Robert Smith (1er baron Carrington) (1752-1838), député de Nottingham, élevé à la pairie en 1796
- Samuel Smith (1754-1834) de Woodhall Park, député de Leicester, Malmesbury, Midhurst, St Germans et Wendover
- William Smith (né en 1756)
- George Smith (1765-1836) (en), député de Lostwithiel, Midhurst et Wendover
- John Smith (1767-1842) de Blendon Hall, député de Nottingham, Wendover, Midhurst et Buckinghamshire
- Lucy Smith (vers 1760-1835) [6]
- Elizabeth Smith (morte en 1789), épouse William Manning, député

Il est mort à Wilford le 12 juillet 1788, âgé de soixante et onze ans  et est enterré dans l'église St. Peter, Nottingham.